# Francesc Alguer
Francesc Alguer (València, 1781 - ?) va ser un intel·lectual i economista valencià. De notable formació matemàtica i humanística, ingressà l'any 1821 a la Societat Econòmica d'Amics del País de València.
És autor de diversos treballs sobre matemàtiques comercials, enginyeria industrial i agronomia, que són conservats manuscrits a l'arxiu de l'esmentada institució. La crisi de la indústria sedera valenciana entre els anys 1826 i 1829 fou el motiu immediat de la seua obra principal: "Memorias sobre los medios más fáciles y realizables de emplear y mantener a un tiempo a los individuos del arte de la seda en Valencia" (1826). Escriví, a més, la comèdia "La criada fiel y la esposa prudente, o la huérfana de Granada" i traduí al castellà el primer volum del "Voyage en Espagne" de F. Jaubert, baró de Paçà.